# 兜川
兜川（かぶとがわ）は、埼玉県比企郡小川町を流れる荒川水系の一級河川。

## 概要
小川町北西部の大字勝呂の山地に源を発する。木呂子川と西浦川が小川町大字勝呂字片瀬で合流した場所に当川の管理起点となる標石が設置されている。八高線や国道254号に沿うような形で南東方向に流れ、小川町駅を過ぎた小川町大字小川の小川橋の川下で槻川に合流する。延長約7.5 km、管理延長は約6.9 km。小川和紙の生産の際の用水としても利用されたが、川の汚染によりあまり利用されなくなっている。

## 支流
- 木呂子川
- 西浦川
- 野竹川
- 木部川
- 笠原川
- 飯田川
- 角山川

## 橋梁

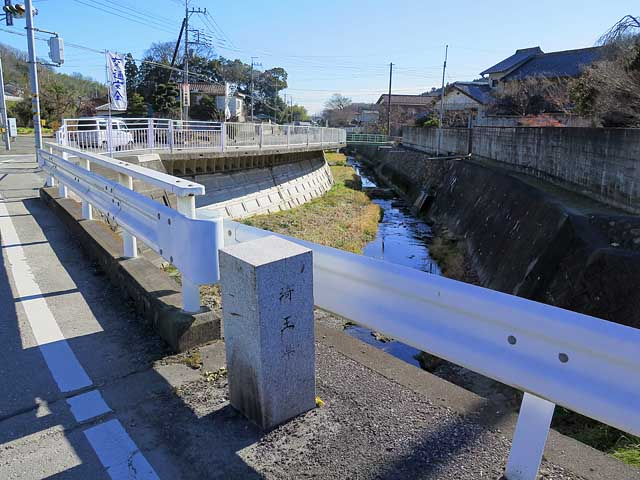
兜川起点の標石

兜川には25本の橋が架けられている。名前が判っているものを以下に挙げる。
上流より記載
- 石運橋
- 新石塚橋
- 宮山橋
- 山下橋
- 国道254号
- 外和戸橋（小川町道1156号線[6]）
- 第二兜川橋梁[7]（八高線）
- 第二兜川橋梁[8]（東武東上本線）
- 出口橋[9]
- 山の前橋
- 西山橋
- 埼玉県道274号赤浜小川線が交差（小川西陸橋）
- 里川橋
- 八幡橋
- 下八幡橋
- 中池田橋
- 兜川橋（埼玉県道11号熊谷小川秩父線）
- 第一兜川橋梁（東武東上本線）
- 埼玉県道11号熊谷小川秩父線バイパス
- 諏訪の腰橋
- 小川橋（国道254号）
- 北川橋